# لیمبورگ (بلژیک)
استان لمبورگ (به فرانسوی: Limburg) در منطقه فلاندر در کشور بلژیک واقع شده‌است.

## نگارخانه

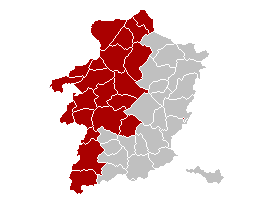
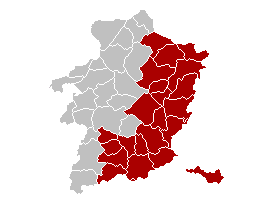